# Шурга (Шоруньжинське сільське поселення)
Шурга́ (рос. Шурга, марій. Шӱргӧ) — присілок у складі Моркинського району Марій Ел, Росія. Входить до складу Шоруньжинського сільського поселення.

## Населення
Населення — 108 осіб (2010; 150 у 2002).
Національний склад (станом на 2002 рік):
- марі — 99 %